# جوي كاليتتي
جوي كاليتتي (بالإنجليزية: Joe Caletti)‏ (14 سبتمبر 1998 بسيدني في أستراليا - ) هو لاعب كرة قدم أسترالي في مركز الوسط.

## روابط خارجية
- جوي كاليتتي على موقع رابطة كرة القدم اليابانية للمحترفين (اليابانية)
- جوي كاليتتي على موقع قاعدة بيانات كرة القدم.إي يو (الإنجليزية)
- جوي كاليتتي على موقع Soccerway.com (الإنجليزية)